# Liste der Stolpersteine in Cottbus

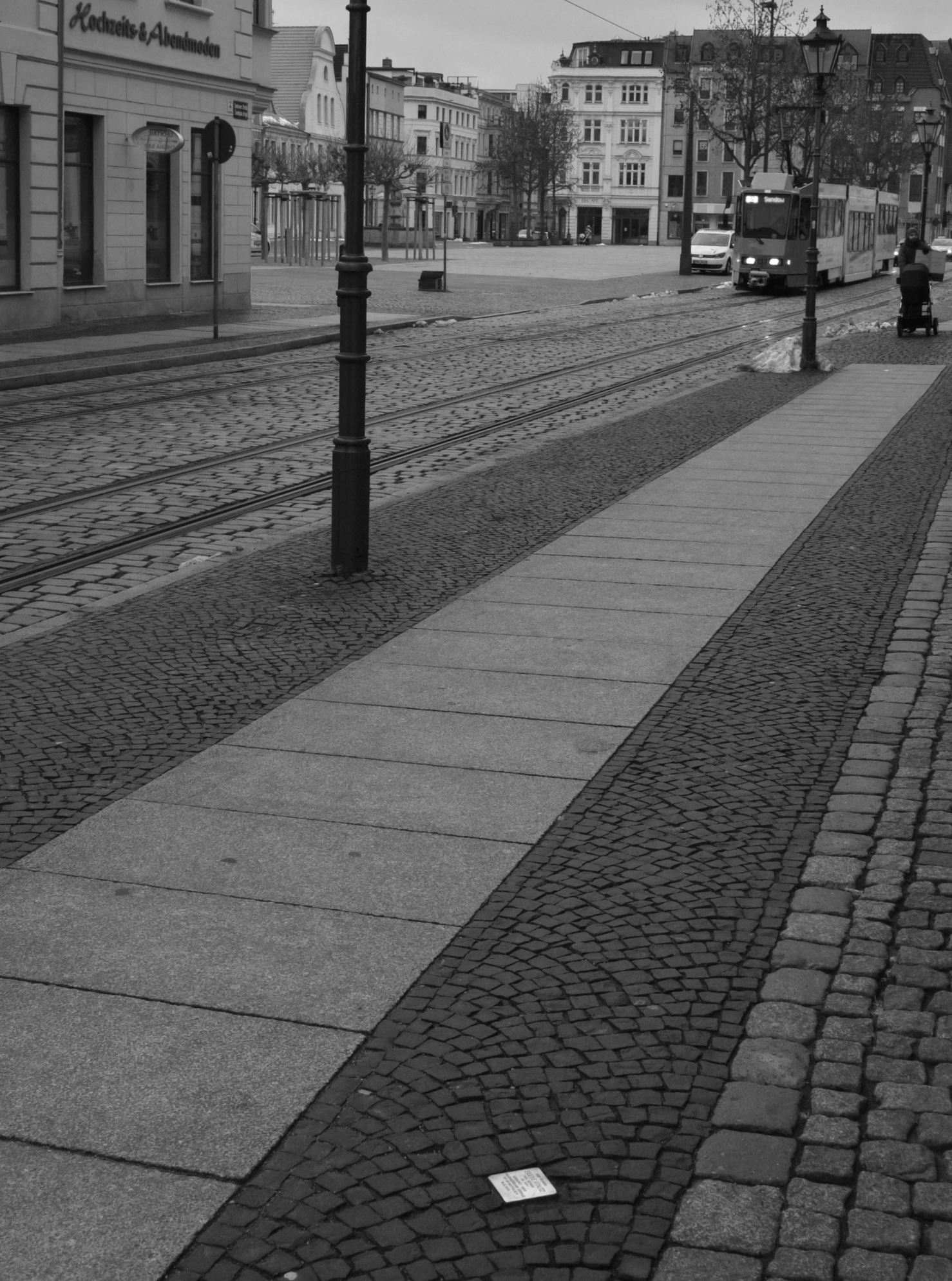
Stolperstein in Cottbus

Die Liste der Stolpersteine in Cottbus enthält die Stolpersteine der Ortsteile Sandow, Madlow, Sachsendorf, Ströbitz, Schmellwitz und des Stadtzentrums von Cottbus. Sie sollen an das Schicksal der Menschen erinnern, die in der Zeit des Nationalsozialismus ermordet, deportiert, vertrieben oder in den Suizid getrieben wurden. Stolpersteine sind durch den Initiator Gunter Demnig zahlreich in vielen Städten Deutschlands und im Ausland verlegt worden.
Erstmals wurden Stolpersteine am 28. September 2006 in Cottbus verlegt.

## Liste der Stolpersteine
In Cottbus wurden 99 Stolpersteine an 41 Adressen verlegt.
| Stolperstein | Inschrift | Verlegeort                                           | Name, Leben |
| --- | --- | ---------------------------------------------------- | --- |
| | HIER WOHNTE LINA BARTERER geb. TEICHLER JG. 1906 POLENAKTION 1938 BENTSCHEN GHETTO GRODNO ?                                                                                  | Spremberger Straße 37                                | Lina Barterer geb. Teichler wurde am 21. August 1906 in Brzesko geboren. Am 28. Oktober 1938 wurde sie ausgewiesen und kam nach Bentschen. Sie wurde vom NS-Regime ermordet, ihr Todesdatum ist unbekannt. |
| | HIER WOHNTE SIEGFRIED BERNSTEIN JG. 1888 DEPORTIERT 1942 GHETTO WARSCHAU ?                                                                                                   | Karl-Liebknecht-Straße · (vor dem Einkaufszentrum) · | Siegfried Bernstein wurde am 27. Mai 1888 geboren. Er war Musiker und wurde im April 1942 in das Warschauer Ghetto deportiert, sein Todesdatum ist unbekannt. |
| | HIER WOHNTE JOHANNA BLANKENSTEIN GEB. HIRSCH JG. 1850 DEPORTIERT 1942 THERESIENSTADT TOT 24.10.1942                                                                          | Karl-Liebknecht-Straße 10 ·                          | Johanna Blankenstein geb. Hirsch wurde am 24. Dezember 1850 in Mylin geboren. Vor ihrer Deportation lebte sie in Cottbus. Am 27. August 1942 wurde Johanna Blankenstein im Alter von 91 Jahren mit dem Transport XIV/1 von Königsberg (Transportnummer 431) nach Theresienstadt deportiert, wo sie am 24. Oktober 1942 starb. In der Todesfallanzeige wurde Marasmus (Altersschwäche) angegeben. |
| | HIER WOHNTE WILHELM BODE JG. 1866 VERHAFTET 1940 ZUCHTHAUS BRANDENBURG TOT                                                                                                   | Dissenchener Straße 98 ·                             | Wilhelm Bode wurde 1866 geboren. Er wurde 1940 verhaftet und kam im Zuchthaus Brandenburg um. |
| | HIER WOHNTE EGON BRESLAUER JG. 1882 DEPORTIERT 1942 GHETTO WARSCHAU ? | Neustädter Straße 13 ·                               | Egon Breslauer wurde am 22. Oktober 1889 geboren. Er war Kaufmann und verheiratet mit Lotte, geborene Pakulla. Das Paar hatte zumindest eine Tochter, Ursula (geboren 1930). Er wurde im April 1942 zusammen mit seiner Frau und seiner Tochter in das Warschauer Ghetto deportiert. Egon Breslauers Todesdatum ist unbekannt. Auch seine Frau und seine Tochter wurden Opfer des Holocaust. |
| | HIER WOHNTE LOTTE BRESLAUER GEB. PAKULLA JG. 1897 DEPORTIERT 1942 GHETTO WARSCHAU ?                                                                                          | Neustädter Straße 13 ·                               | Lotte Breslauer geb. Pakulla wurde am 13. Juli 1897 geboren. Sie war verheiratet mit dem Kaufmann Egon Breslauer, das Paar hatte zumindest eine Tochter, die 1930 geborene Ursula. Sie wurde im April 1942 zusammen mit ihrem Mann und ihrer Tochter in das Warschauer Ghetto deportiert. Lotte Breslauers Todesdatum ist unbekannt. Auch ihr Mann und ihre Tochter überlebten die Shoah nicht. |
| | HIER WOHNTE URSULA BRESLAUER JG. 1930 DEPORTIERT 1942 GHETTO WARSCHAU ? | Neustädter Straße 13 ·                               | Ursula Breslauer wurde am 9. Mai 1930 geboren. Ihre Eltern waren Egon Breslauer und Lotte, geborene Pakulla. Sie wurde zusammen mit ihren Eltern im April 1942 in das Warschauer Ghetto deportiert. Ursula Breslauers Todesdatum ist unbekannt. Auch ihre Eltern haben die Shoah nicht überlebt. |
| | HIER WOHNTE ANNA CZERNER GEB. RAUCH JG. 1893 'POLENAKTION' 1938 BENTSCHEN / ZBASZYN GHETTO LEMBERG ERMORDET                                                                  | Bautzener Straße 100                                 | Anna Czerner, geborene Rauch, wurde am 3. Oktober 1893 geboren. Sie war Verkäuferin und verheiratet mit dem 1880 in Brody geborenen Vertreter Israel Czerner. Das Paar hatte drei Kinder, Edith (geboren 1925), Harri und Rudi. Israel Czerner starb 1936. Ihr Sohn Rudi flüchtete im selben Jahr nach Palästina, wo er sich der jüdischen Untergrundorganisation Palmach anschloss. Er starb im Mai 1941 bei einer gescheiterten Aktion. Anna Czerner und ihre beiden anderen Kinder wurden 1938 im Rahmen der Polenaktion nach Bentschen abgeschoben; von dort aus wurden sie ins Ghetto Lemberg deportiert. Anna Czerner hat die Shoah nicht überlebt. |
| | HIER WOHNTE EDITH CZERNER JG. 1925 'POLENAKTION' 1938 BENTSCHEN / ZBASZYN GHETTO LEMBERG ERMORDET                                                                            | Bautzener Straße 100                                 | Edith Czerner wurde am 11. September 1925 in Cottbus geboren. Ihre Eltern waren Israel Czerner und Anna, geborene Bauch. Sie hatte zwei ältere Brüder, Rudi und Harri. Ihr Vater starb 1936. Zusammen mit ihrer Mutter und ihrem Bruder Harri wurde sie 1938 im Rahmen der Polenaktion nach Bentschen abgeschoben. Von dort wurden alle drei ins Ghetto Lemberg deportiert und dort ermordet. |
| | HIER WOHNTE HARRI CZERNER JG. 1923 ‘POLENAKTION’ 1938 BENTSCHEN / ZBASZYN GHETTO LEMBERG ERMORDET                                                                            | Bautzener Straße 100                                 | Harri Czerner wurde am 28. Mai 1923 in Cottbus geboren. Seine Eltern waren Israel Czerner und Anna, geborene Bauch. Er hatte einen älteren Bruder, Rudi, und die jüngere Schwester Edith. Sein Vater starb 1936. Harry Czerner wurde zusammen mit seiner Schwester und seiner Mutter 1938 im Rahmen der Polenaktion nach Bentschen abgeschoben. Von dort wurden alle drei ins Ghetto Lemberg deportiert und dort ermordet. |
| | HIER WOHNTE RUDI CZERNER JG. 1920 FLUCHT 1936 PALÄSTINA TOT 18.5.1941 | Bautzener Straße 100                                 | Rudi Czerner wurde 1920 geboren. Er war das älteste Kind von Israel Czerner und Anna, geborene Bauch. Er hatte den jüngeren Bruder Harri sowie Schwester Edith. Im Jahr 1936 starb sein Vater, im selben Jahr flüchtete Rudi Czerner nach Palästina. Dort schloss er sich der jüdischen Untergrundorganisation Palmach an. Rudi Czerner starb am 18. Mai 1941 bei einer ersten gescheiterten Aktion der Organisation. |
| | HIER WOHNTE NETTY DREIER GEB. FUCHS JG. 1889 DEPORTIERT 1942 THERESIENSTADT ERMORDET IN AUSCHWITZ                                                                            | Freiheitsstraße 1 ·                                  | Netty Dreier geb. Fuchs wurde am 25. Januar 1889 in Schocken geboren. Sie war verheiratet mit dem Viehhändler Max Dreier, mit dem sie zumindest drei Kinder, Edith, Ludwig (geboren 1909) und Martin (geboren 1911) hatte. Netty Dreier wurde am 25. April 1942 nach Theresienstadt deportiert, von dort am 19. Oktober 1944 nach Auschwitz überstellt und ermordet. Ihr Todesdatum ist unbekannt. Ihr Mann überlebte die Shoah ebenfalls nicht. Ihr Sohn Ludwig emigrierte 1936 Durban, Südafrika. |
| | HIER WOHNTE MORITZ DREYFUSS JG. 1870 GEDEMÜTIGT / ENTRECHTET FLUCHT IN DEN TOD 23.10.1943                                                                                    | Karl-Liebknecht-Straße 122 ·                         | Moritz Dreyfuss wurde 1870 geboren. Ende 1943 beging er Suizid. |
| | HIER WOHNTE OLGA EISLER GEB. HITSCHMANN JG. 1873 DEPORTIERT 1942 AUSCHWITZ ERMORDET 9.10.1942                                                                                | Thiemstraße 18 ·                                     | Olga Eisler geb. Hitschmann wurde am 14. September 1879 geboren. Sie wurde 1942 in das KZ Auschwitz deportiert und am 9. Oktober 1942 ermordet. |
| | HIER WOHNTE JOCHEWED FEINKUCHEN GEB. KACZKA JG. 1892 VERHAFTET 1940 RAVENSBRÜCK 'VERLEGT' HEILANSTALT BERNBURG ERMORDET 13.3.1942                                            | Burgstraße 14 · (vormals Hausnummer 21) ·            | Jochewed Feinkuchen geb. Kaczka wurde 1892 geboren. Sie wurde 1940 verhaftet und in das KZ Ravensbrück verschleppt. Sie wurde in die sogenannte „Heilanstalt Bernburg“ verlegt und am 13. März 1942 ermordet. |
| | HIER WOHNTE JUDKA FEINKUCHEN JG. 1885 VERHAFTET 1940 SACHSENHAUSEN ERMORDET 19.1.1941 DACHAU                                                                                 | Burgstraße 14 · (vormals Hausnummer 21) ·            | Judka Feinkuchen, eigentlich Julius, wurde 1885 geboren. Er wurde am 4. September 1939 ausgewiesen, 1940 verhaftet, in das KZ Sachsenhausen verbracht und am 19. Januar 1941 im KZ Dachau ermordet. |
| | HIER WOHNTE PAUL FLANTER JG. 1895 DEPORTIERT 1942 THERESIENSTADT ? | Rudolf-Breitscheid-Straße 5 ·                        | Paul Flanter wurde am 2. Oktober 1895 in Murowana Goslin geboren. Er wurde im April 1942 in das KZ Theresienstadt deportiert, sein Todesdatum ist unbekannt. |
| | HIER WOHNTE ROSA FLANTER GEB. LEWIN JG. 1858 DEPORTIERT 1942 THERESIENSTADT ?                                                                                                | Rudolf-Breitscheid-Straße 5 ·                        | Rosa Flanter geb. Lewin wurde am 4. Februar 1858 in Colmar geboren. Sie wurde am 24. August 1942 in das KZ Theresienstadt deportiert, wo sie am 29. August 1942 ums Leben kam. |
| | HIER WOHNTE IRENE FLEISCHER GEB. BERLINER JG. 1888 DEPORTIERT 1942 GHETTO WARSCHAU ?                                                                                         | Lessingstraße 4 ·                                    | Irene Fleischer geb. Berliner wurde am 12. Juni 1888 in Breslau geboren. Sie wurde im April 1942 in das Warschauer Ghetto deportiert, ihr Todesdatum ist unbekannt. |
| | HIER WOHNTE BERNHARD FREYKOR JG. 1882 DEPORTIERT 1942 GHETTO WARSCHAU ? | Schlosskirchplatz 3 ·                                | Bernhard Freykor wurde 1882 geboren. Er wurde 1942 in das Warschauer Ghetto deportiert, sein Todesdatum ist unbekannt. |
| | HIER WOHNTE ADELE FRIEDE GEB. STERNBERG JG. 1889 DEPORTIERT 1942 GHETTO WARSCHAU ?                                                                                           | Bahnhofstraße 55 ·                                   | Adele Friede geb. Sternberg wurde am 1. Juni 1889 in Berlin geboren. 1939 erfolgte die „Zwangsumsetzung“ in ein Cottbuser „Judenhaus“. Am 3. April 1942 wurde er in das Ghetto Warschau deportiert, sein Todesdatum ist unbekannt. |
| | HIER WOHNTE LUDWIG FRIEDE JG. 1879 DEPORTIERT 1942 GHETTO WARSCHAU ? | Bahnhofstraße 55 ·                                   | Ludwig Friede wurde am 11. Januar 1879 geboren. 1939 wurde er in ein Bottbusser „Judenhaus“ „zwangsumgesetzt“ und am 3. April 1942 in das Ghetto Warschau deportiert. Sein Todesdatum ist unbekannt. |
| | HIER WOHNTE ALFRED FUCHS JG. 1895 DEPORTIERT 1942 GHETTO WARSCHAU ? | Karl-Liebknecht-Straße · (vor dem Einkaufszentrum) · | Alfred Fuchs wurde am 21. Dezember 1895 in Schokken geboren. Er wurde am 2. April 1942 in das Warschauer Ghetto deportiert, sein Todesdatum ist unbekannt. |
| Bild gesucht Der Benutzer GeorgDerReisende ( Diskussion ) wünscht sich an dieser Stelle ein Bild vom Ort mit diesen Koordinaten 51.76043 14.33369 . Motiv: Altmarkt 29: der Stolperstein für Anni Fuchs, die Lage und das Haus Falls du dabei helfen möchtest, erklärt die Anleitung , wie das geht. BW                       | | Altmarkt 29                                          | Anni Fuchs |
| Bild gesucht Der Benutzer GeorgDerReisende ( Diskussion ) wünscht sich an dieser Stelle ein Bild vom Ort mit diesen Koordinaten 51.76043 14.33369 . Motiv: Altmarkt 29: der Stolperstein für Rosa Fuchs, die Lage und das Haus Falls du dabei helfen möchtest, erklärt die Anleitung , wie das geht. BW                       | | Altmarkt 29                                          | Rosa Fuchs |
| | HIER WOHNTE WALLY FUCHS GEB. STRAUCH JG. 1892 DEPORTIERT 1942 GHETTO WARSCHAU ?                                                                                              | Karl-Liebknecht-Straße · (vor dem Einkaufszentrum) · | Wally Fuchs geb. Strauch verw. Tobias wurde 1892 geboren. Sie wurde am 2. April 1942 in das Warschauer Ghetto deportiert, ihr Todesdatum ist unbekannt. |
| | HIER WOHNTE CHAIM JOSSEK FUKS JG. 1908 'POLENAKTION' 1938 BENTSCHEN / ZBASZYN 1940 ŁODZ / LITZMANNSTADT ERMORDET 3.11.1942                                                   | Neustädter Straße 2                                  | Chaim Jossek Fuks wurde 1908 geboren. 1938 wurde sie im Rahmen der sogenannten Polenaktion abgeschoben, war 1940 im Ghetto Litzmannstadt interniert und wurde am 3. November 1942 ermordet. |
| | HIER WOHNTE CHUNE FUKS JG. 1879 'POLENAKTION' 1938 BENTSCHEN / ZBASZYN 1940 ŁODZ / LITZMANNSTADT ERMORDET 2.6.1942                                                           | Neustädter Straße 2                                  | Chune Fuks wurde 1879 geboren. 1938 wurde sie im Zuge der sogenannten Polenaktion abgeschoben, war 1940 im Ghetto Litzmannstadt interniert und wurde am 2. Juni 1942 ermordet. |
| | HIER WOHNTE MAX FUKS JG. 1912 'POLENAKTION' 1938 BENTSCHEN / ZBASZYN 1940 ŁODZ / LITZMANNSTADT ERMORDET                                                                      | Neustädter Straße 2                                  | Max Fuks wurde 1912 geboren. Im Rahmen der sogenannten Polenaktion wurde sie 1938 abgeschoben, war 1940 im Ghetto Litzmannstadt interniert und wurde vom NS-Regime ermordet. |
| | HIER WOHNTE RYWKA FUKS GEB. NEJMANN JG. 1881 'POLENAKTION' 1938 BENTSCHEN / ZBASZYN 1940 ŁODZ / LITZMANNSTADT ERMORDET                                                       | Neustädter Straße 2                                  | Rywka Fuks geb. Nejmann wurde 1881 geboren, im Rahmen der sogenannten Polenaktion 1938 abgeschoben, war 1940 im Ghetto Litzmannstadt interniert und wurde vom NS-Regime ermordet. |
| | HIER WOHNTE THEKLA FUKS JG. 1920 DEPORTIERT 1942 GHETTO WARSCHAU ERMORDET | Neustädter Straße 2                                  | Thekla Fuks wurde 1920 geboren, 1942 in das Ghetto Warschau deportiert und vom NS-Regime ermordet. |
| | ZILLA FUKS JG. 1942 DEPORTIERT 1942 ERMORDET IN AUSCHWITZ | Neustädter Straße 2                                  | Zilla Fuks wurde 1942 geboren, 1942 deportiert und in Auschwitz ermordet. |
| | HIER WOHNTE FRIEDA GLASFELD JG. 1890 DEPORTIERT 1942 GHETTO WARSCHAU ? | Bahnhofstraße 62 ·                                   | Frieda Glasfeld geb. Hammerschmidt wurde am 11. Dezember 1890 in Wittstock geboren. Sie wurde im April 1942 in das Ghetto Warschau deportiert, ihr Todesdatum ist unbekannt. |
| | HIER WOHNTE HERTHA GOERTEL GEB. HAMMERSCHMIDT JG. 1839 DEPORTIERT 1943 ERMORDET IN AUSCHWITZ                                                                                 | Bahnhofstraße 62 ·                                   | Hertha Goertel geb. Hammerschmidt wurde am 19. Februar 1943 nach Auschwitz deportiert. Sie gilt als verschollen im Osten. |
| | HIER WOHNTE ELSE GOLDSTEIN GEB. LEIPZIGER JG. 1887 FLUCHT 1940 SLOWAKEI RADDAMPFER RENCHO GESUNKEN ÄGÄISCHES MEER NACH ITALIEN GEBRACHT INTERNIERT FERRAMONTI 1944 PALÄSTINA | Bahnhofstraße 75                                     | Else Goldstein geb. Leipziger |
| | HIER WOHNTE RICHARD GOLDSTEIN JG. 1874 FLUCHT 1940 SLOWAKEI RADDAMPFER RENCHO GESUNKEN ÄGÄISCHES MEER NACH ITALIEN GEBRACHT INTERNIERT FERRAMONTI 1944 PALÄSTINA             | Bahnhofstraße 75                                     | Richard Goldstein |
| | HIER WOHNTE HANS JAKOB GUTKIND JG. 1926 DEPORTIERT 1942 ERMORDET IN AUSCHWITZ                                                                                                | Bahnhofstraße 51 ·                                   | Hans Jakob Gutkind wurde am 25. Februar 1926 geboren. Er wurde am 9. Dezember 1942 von Berlin nach Auschwitz deportiert. Er ist in Auschwitz verschollen, sein Todesdatum ist unbekannt. |
| | HIER WOHNTE JOSEFINE GUTKIND GEB. SCHLESINGER JG. 1903 DEPORTIERT 1942 ERMORDET IN AUSCHWITZ                                                                                 | Bahnhofstraße 51 ·                                   | Josefine Gutkind geb. Schlesinger wurde am 8. August 1903 in Frankfurt (Oder) geboren. Sie wurde am 9. Dezember 1942 von Berlin nach Auschwitz deportiert. Sie ist in Auschwitz verschollen, ihr Todesdatum ist unbekannt. |
| | HIER WOHNTE LUDWIG GUTKIND JG. 1889 DEPORTIERT 1942 ERMORDET IN AUSCHWITZ | Bahnhofstraße 51 ·                                   | Ludwig Gutkind wurde am 30. April 1889 in Posen geboren. Er wurde am 9. Dezember 1942 von Berlin nach Auschwitz deportiert. Er ist in Auschwitz verschollen, sein Todesdatum ist unbekannt. |
| | HIER WOHNTE ROSA HALLER GEB. RIPPEL JG. 1885 VERHAFTET 1940 RAVENSBRÜCK ? | Sandower Straße 13 ·                                 | Rosa Haller geb. Rippel wurde am 27. Mai 1885 in Rohosna geboren. Ihr Schicksal und ihr Todesdatum sind unbekannt. |
| | HIER WOHNTE FRITZ HAMMERSCHMIDT JG. 1894 DEPORTIERT 1944 ERMORDET IN AUSCHWITZ                                                                                               | Bahnhofstraße 62 ·                                   | Fritz Hammerschmidt wurde am 21. November 1894 geboren. Er wurde am 9. März 1944 nach Auschwitz deportiert, sein Todesdatum ist unbekannt. |
| | HIER WOHNTE HERMANN HAMMERSCHMIDT JG. 1887 VERHAFTET 1944 GESTAPOHAFT LAGER SCHWETIG ERMORDET DEZ. 1944                                                                      | Bahnhofstraße 62 ·                                   | Hermann Hammerschmidt wurde am 21. August 1887 geboren. Er wurde 1944 verhaftet, im Dezember in das Lager Schwetig (Świecko) verschleppt und dort ermordet. |
| | HIER WOHNTE WALTER HAMMERSCHMIDT JG. 1900 VERHAFTET 1938 SACHSENHAUSEN TOT AN HAFTFOLGEN 21.1.1939                                                                           | Bahnhofstraße 62 ·                                   | Walter Hammerschmidt wurde am 14. Mai 1900 geboren. Er wurde am 9. November 1938 verhaftet. Am 21. Januar 1939 starb er an den Folgen der Misshandlungen, die er im KZ Sachsenhausen erlitten hatte. |
| | HIER WOHNTE ANITA HERZBERG GEB. LIEGNER JG. 1913 DEPORTIERT 1942 GHETTO WARSCHAU ?                                                                                           | Kochstraße 11 ·                                      | Anita Herzberg geb. Liegner wurde am 17. Dezember 1913 geboren. Sie wurde im April 1942 in das Warschauer Ghetto deportiert, ihr Todesdatum ist unbekannt. |
| | HIER WOHNTE BRIGITTE HERZBERG JG. 1936 DEPORTIERT 1942 GHETTO WARSCHAU ? | Kochstraße 11 ·                                      | Brigitte Herzberg wurde am 2. Januar 1936 geboren. Sie wurde im April 1942 in das Warschauer Ghetto deportiert, ihr Todesdatum ist unbekannt. |
| | HIER WOHNTE JULIUS HERZBERG JG. 1913 DEPORTIERT 1942 GHETTO WARSCHAU ? | Kochstraße 11 ·                                      | Julius Herzberg wurde am 25. Juli 1913 in Goslar geboren. Er wurde im April 1942 in das Warschauer Ghetto deportiert, sein Todesdatum ist unbekannt. |
| | HIER WOHNTE ARTHUR ISRAELSKI JG. 1885 DEPORTIERT 1942 THERESIENSTADT TOT 16.5.1944                                                                                           | Rudolf-Breitscheid-Straße 5 ·                        | Arthur Israelski wurde am 20. September 1885 in Kirchberg geboren. Am 24. August 1942 wurde er in das KZ Theresienstadt deportiert, wo er am 16. Mai 1944 ums Leben kam. |
| | HIER WOHNTE ELFRIEDE ISRAELSKI GEB. MIODOWNIK JG. 1893 DEPORTIERT 1942 THERESIENSTADT ERMORDET IN AUSCHWITZ                                                                  | Rudolf-Breitscheid-Straße 5 ·                        | Elfriede Israelski geb. Miodownik wurde 1893 in Kattowitz geboren. Sie wurde am 24. August 1942 in das KZ Theresienstadt deportiert, in der Folge nach Auschwitz überstellt und dort ermordet. Ihr Todesdatum ist unbekannt. |
| | HIER WOHNTE HORST ISRAELSKI JG. 1921 DEPORTIERT 1943 ERMORDET IN AUSCHWITZ                                                                                                   | Rudolf-Breitscheid-Straße 5 ·                        | Horst Israelski wurde am 26. Oktober 1921 geboren. Er wurde 1943 in das Vernichtungslager Auschwitz deportiert und dort ermordet. |
| | HIER WOHNTE WILLY JANNASCH JG. 1900 VERHAFTET 1936 ZUCHTHAUS BRANDENBURG TOT 30.9.1938                                                                                       | Gartenstraße 73 ·                                    | Willy Jannasch wurde 1905 geboren. Er wurde 1936 verhaftet, kam ins Zuchthaus Brandenburg und starb am 30. September 1939. |
| | HIER WOHNTE BIANKA KARGER JG. 1862 DEPORTIERT 1942 THERESIENSTADT TOT 24.9.1942                                                                                              | Lieberoser Straße 5a ·                               | Bianka Karger wurde am 29. Dezember 1862 geboren. Sie wurde am 24. August 1942 in das KZ Theresienstadt deportiert, wo sie am 24. September 1942 starb. |
| | HIER WOHNTE MARTHA KARGER JG. 1870 DEPORTIERT 1942 THERESIENSTADT TOT 24.9.1942                                                                                              | Lieberoser Straße 5a ·                               | Martha Karger wurde am 17. Dezember 1870 geboren. Sie wurde am 24. August 1942 in das KZ Theresienstadt deportiert, wo sie am 8. September 1942 starb. |
| | HIER WOHNTE MARTHA KÖNIGSTEIN GEB. SCHWEITZER JG. 1879 DEPORTIERT 1942 GHETTO WARSCHAU ?                                                                                     | Lessingstraße 4 ·                                    | Martha Königstein geb. Schweitzer wurde am 3. August 1879 geboren. Sie wurde im April 1942 in das Warschauer Ghetto deportiert, ihr Todesdatum ist unbekannt. |
| | HIER WOHNTE ALFRED KONSCHEWSKI JG. 1887 VERHAFTET 1938 SACHSENHAUSEN TOT AN HAFTFOLGEN 19.12.1938                                                                            | Berliner Platz 6 · (nahe Cottbus Service) ·          | Alfred Konschewski wurde am 8. Februar 1887 in Hohenstein geboren. Er wurde 1938 verhaftet und in das KZ Sachsenhausen überstellt. Er starb am 19. Dezember 1938 an den Folgen der Haft. |
| | HIER WOHNTE BRUNO KONSCHEWSKI JG. 1886 VERHAFTET 1938 SACHSENHAUSEN TOT AN HAFTFOLGEN 24.12.1938                                                                             | Berliner Platz 6 · (nahe Cottbus Service) ·          | Bruno Konschewski wurde 1886 geboren. Er wurde 1938 verhaftet und in das KZ Sachsenhausen eingeliefert. Er starb am 24. Dezember 1938 an den Folgen der Haft. |
| | HIER WOHNTE ELSE KONSCHEWSKI GEB. DAVIDSOHN JG. 1887 DEPORTIERT 1942 GHETTO WARSCHAU ?                                                                                       | Berliner Platz 6 · (nahe Cottbus Service) ·          | Else Konschewski geb. Davidsohn wurde am 6. Dezember 1887 in Sachsenhagen geboren. Sie wurde im April 1942 in das Ghetto Warschau deportiert, ihr Todesdatum ist unbekannt. |
| | HIER WOHNTE HERMANN KONSCHEWSKI JG. 1894 DEPORTIERT 1942 GHETTO WARSCHAU ?                                                                                                   | Berliner Platz 6 · (nahe Cottbus Service) ·          | Hermann Konschewski wurde am 24. März 1894 geboren. Er wurde im April 1942 in das Ghetto Warschau deportiert, sein Todesdatum ist unbekannt. |
| | HIER WOHNTE HERTA-IRENE KONSCHEWSKI GEB. BESSER JG. 1903 DEPORTIERT 1942 GHETTO WARSCHAU ?                                                                                   | Berliner Platz 6 · (nahe Cottbus Service) ·          | Herta-Irene Konschewski geb. Besser wurde am 31. Mai 1903 geboren. Sie wurde im April 1942 in das Ghetto Warschau deportiert, ihr Todesdatum ist unbekannt. |
| | HIER WOHNTE PAULINE KRAUTZ GEB. REHNUS JG. 1890 VERHAFTET 1938 FRAUENGEFÄNGNIS COTTBUS TOT AN HAFTFOLGEN 16.9.1941                                                           | Sandower Straße 3 ·                                  | Pauline Krautz geb. Rehnus, auch Pawlina Krawcowa, wurde am 18. Dezember 1890 geboren. Sie wurde 1938 verhaftet und in das Frauengefängnis Cottbus eingeliefert. Sie starb am 16. September 1941 an den Haftfolgen. |
| | HIER WOHNTE MAX KROHN JG. 1872 DEPORTIERT 1942 ERMORDET IN TREBLINKA | Mühlenstraße 37 ·                                    | Max Krohn wurde am 27. Februar 1872 in Schönfeld geboren. Er wurde am 24. August 1942 in das KZ Theresienstadt deportiert. 1942 wurde er im Vernichtungslager Treblinka ermordet. |
| Bild gesucht Der Benutzer GeorgDerReisende ( Diskussion ) wünscht sich an dieser Stelle ein Bild vom Ort mit diesen Koordinaten 51.76238 14.34438 . Motiv: Sandower Hauptstraße 26: der Stolperstein für Waldemar Lauenberger, die Lage und das Haus Falls du dabei helfen möchtest, erklärt die Anleitung , wie das geht. BW | | Sandower Hauptstraße 26                              | Waldemar Lauenberger |
| | GERTRUD LEVY JG. 1902 VERHAFTET 1939 FLUCHT IN DEN TOD FRAUENZUCHTHAUS COTTBUS 25.3.1939                                                                                     | Mühlenstraße 37 ·                                    | Gertrud Levy wurde am 11. Dezember 1902 geboren. Sie wurde 1939 verhaftet und in das Frauenzuchthaus von Cottbus überstellt, wo sie sich am 25. März 1939 erhängte. |
| | MAX LEVY JG. 1894 'SCHUTZHAFT' 1938 SACHSENHAUSEN DEPORTIERT 1942 GHETTO WARSCHAU ?                                                                                          | Sandower Straße 2 ·                                  | Max Levy wurde 1894 geboren. Er wurde 1938 verhaftet und kam als sogenannter „Schutzhäftling“ in das KZ Sachsenhausen. Im April 1942 wurde er in das Ghetto Warschau deportiert, sein Todesdatum ist unbekannt. |
| | HIER WOHNTE HERMANN LIEGNER JG. 1888 DEPORTIERT 1942 GHETTO WARSCHAU ? | Rudolf-Breitscheid-Straße 5 ·                        | Hermann Liegner wurde am 7. September 1888 in Lissa geboren. Er wurde im April 1942 in das Warschauer Ghetto deportiert, sein Todesdatum ist unbekannt. |
| | HIER WOHNTE MARTIN LIEGNER JG. 1882 DEPORTIERT 1942 GHETTO WARSCHAU ? | Kochstraße 11 ·                                      | Martin Liegner wurde am 30. Dezember 1882 in Lissa geboren. Er wurde im April 1942 in das Warschauer Ghetto deportiert, sein Todesdatum ist unbekannt. |
| | HIER WOHNTE SOPHIE LIEGNER GEB. STITZKY JG. 1883 DEPORTIERT 1942 GHETTO WARSCHAU ?                                                                                           | Kochstraße 11 ·                                      | Sophie Liegner geb. Stitzky wurde am 18. Februar 1883 in Ostropa geboren. Sie wurde im April 1942 in das Warschauer Ghetto deportiert, ihr Todesdatum ist unbekannt. |
| | HIER WOHNTE BERTA LIPPMANN GEB. LEVY JG. 1892 DEPORTIERT 1943 ERMORDET IN AUSCHWITZ 25.3.1939                                                                                | Mühlenstraße 37 ·                                    | Berta Lippmann geb. Levy wurde 1892 geboren. Sie wurde nach Auschwitz deportiert und dort ermordet. |
| | HIER WOHNTE ROSA MATZNER GEB. LESCHZINER JG. 1871 DEPORTIERT 1943 THERESIENSTADT ERMORDET                                                                                    | Lessingstraße 1 ·                                    | Rosa Matzner geb. Leschziner wurde am 20. November 1871 in Biskupitz, Kr. Hindenburg geboren. Sie musste nach Berlin übersiedeln und wurde von dort nach Theresienstadt deportiert. Ihr Todesdatum ist unbekannt. |
| | HIER WOHNTE JENNY NAFTANIEL GEB. NADERSOHN JG. 1892 DEPORTIERT 1942 GHETTO WARSCHAU ?                                                                                        | Karlstraße 87 ·                                      | Jenny Naftaniel geb. Nadersohn wurde 1892 geboren. Sie wurde 1942 in das Ghetto Warschau deportiert. Ihr Todesdatum ist unbekannt. |
| | HIER WOHNTE WILLY NAFTANIEL JG. 1929 DEPORTIERT 1942 GHETTO WARSCHAU ? | Karlstraße 87 ·                                      | Willy Naftaniel wurde 1929 geboren. Er wurde 1942 in das Ghetto Warschau deportiert. Sein Todesdatum ist unbekannt. |
| | HIER WOHNTE EMILIE NORBERT GEB. LESCHZINER JG. 1882 VERHAFTET 1939 RAVENSBRÜCK 1939 FLUCHT DOMINIKANISCHE REPUBLIK ÜBERLEBT                                                  | Lessingstraße 1 ·                                    | Emilie Norbert geb. Leschziner wurde am 14. März 1882 in Beuthen geboren. Sie wurde 1939 verhaftet und kam ins KZ Ravensbrück. Im selben Jahr konnte sie in die Dominikanische Republik flüchten. Sie starb 1966 in den USA. |
| | HIER WOHNTE BERTHA PAKULLA GEB. URY JG. 1870 DEPORTIERT 1942 THERESIENSTADT TOT 16.9.1942                                                                                    | Neustädter Straße 13 ·                               | Bertha Pakulla geb. Ury wurde am 2. März 1870 in Deutsch Krone geboren. Sie wurde 1942 in das KZ Theresienstadt deportiert, wo sie im Sommer 1942 starb. |
| | HIER WOHNTE MARIE PERLS GEB. REISSNER JG. 1873 DEPORTIERT 1942 THERESIENSTADT TOT 5.10.1942                                                                                  | Karl-Liebknecht-Straße 30 ·                          | Marie Perls geb. Reissner wurde am 26. Oktober 1873 in Berlin geboren. Sie wurde 1942 in das KZ Theresienstadt deportiert, wo sie am 5. Oktober 1942 ums Leben kam. |
| | HIER WOHNTE MARIA PFEFFEL GEB. STOLPER JG. 1899 GESTAPOHAFT 1939 RAVENSBRÜCK TOT 24.4.1942                                                                                   | Wilhelmstraße 3 ·                                    | Maria Pfeffel geb. Stolper, auch Michla und Manja, wurde am 25. März 1899 in Dünaburg geboren. Sie wurde am 16. November 1939 von der Gestapo verhaftet und in der Folge in das KZ Ravensbrück deportiert, wo sie am 24. April 1942 starb. |
| | HIER WOHNTE FREDERICKE REISSNER GEB. COHN JG. 1875 DEPORTIERT 1942 GHETTO WARSCHAU ?                                                                                         | Karl-Liebknecht-Straße 30 ·                          | Fredericke Reissner geb. Cohn wurde 1875 geboren. Sie wurde 1942 in das Warschauer Ghetto deportiert, ihr Todesdatum ist unbekannt. |
| | HIER WOHNTE MARTIN REISSNER JG. 1876 DEPORTIERT 1942 GHETTO WARSCHAU ? | Karl-Liebknecht-Straße 30 ·                          | Martin Reissner wurde am 30. Januar 1876 geboren. Er wurde 1942 in das Warschauer Ghetto deportiert, sein Todesdatum ist unbekannt. |
| Bild gesucht Der Benutzer GeorgDerReisende ( Diskussion ) wünscht sich an dieser Stelle ein Bild vom Ort mit diesen Koordinaten 51.7651 14.31712 . Motiv: Gulbener Straße 17: die Stolpersteine für die Familie Rosenbaum, die Lage und das Haus Falls du dabei helfen möchtest, erklärt die Anleitung , wie das geht. BW     | | Gulbener Straße 17                                   | Egon Rosenbaum |
| Bild gesucht Die Wikipedia wünscht sich an dieser Stelle ein Bild vom hier behandelten Ort. Weitere Infos zum Motiv findest du vielleicht auf der Diskussionsseite . Falls du dabei helfen möchtest, erklärt die Anleitung , wie das geht. BW                                                                                 | | Gulbener Straße 17                                   | Ludwig Rosenbaum |
| Bild gesucht Die Wikipedia wünscht sich an dieser Stelle ein Bild vom hier behandelten Ort. Weitere Infos zum Motiv findest du vielleicht auf der Diskussionsseite . Falls du dabei helfen möchtest, erklärt die Anleitung , wie das geht. BW                                                                                 | | Gulbener Straße 17                                   | Paula Frieda Rosenbaum |
| Bild gesucht Die Wikipedia wünscht sich an dieser Stelle ein Bild vom hier behandelten Ort. Weitere Infos zum Motiv findest du vielleicht auf der Diskussionsseite . Falls du dabei helfen möchtest, erklärt die Anleitung , wie das geht. BW                                                                                 | | Gulbener Straße 17                                   | Selma Rosenbaum |
| Bild gesucht Der Benutzer GeorgDerReisende ( Diskussion ) wünscht sich an dieser Stelle ein Bild vom Ort mit diesen Koordinaten 51.7609 14.3344 . Motiv: Altmarkt 13a: der Stolperstein für Hugo Rosenthal, die Lage und das Haus Falls du dabei helfen möchtest, erklärt die Anleitung , wie das geht. BW                    | | Altmarkt 13a                                         | Hugo Rosenthal |
| Bild gesucht Der Benutzer GeorgDerReisende ( Diskussion ) wünscht sich an dieser Stelle ein Bild vom Ort mit diesen Koordinaten 51.7609 14.3344 . Motiv: Altmarkt 13a: der Stolperstein für Jenny Rosenthal, die Lage und das Haus Falls du dabei helfen möchtest, erklärt die Anleitung , wie das geht. BW                   | | Altmarkt 13a                                         | Jenny Rosenthal |
| | HIER WOHNTE SIDNEY ROSENTHAL JG. 1884 DEPORTIERT 1942 GHETTO WARSCHAU ? | Willy-Brandt-Straße 1a ·                             | Sidney Rosenthal wurde 1884 geboren. Er wurde 1942 in das Warschauer Ghetto deportiert, sein Todesdatum ist unbekannt. |
| | HIER WOHNTE EMMA ROTHSCHILD GEB. BONNEM JG. 1870 DEPORTIERT 1942 THERESIENSTADT TOT 6.2.1942                                                                                 | Münzstraße 12                                        | Emma Rothschild geb. Bonnem wurde am 6. Mai 1870 in Oberstein geboren. Sie wurde am 24. August 1942 nach Theresienstadt deportiert, wo sie am 6. Februar 1943 starb. |
| | HIER WOHNTE SOPHIE SCHARFING JG. 1905 AUSGEWIESEN 1938 NACH POLEN DEPORTIERT 1941 ŁODZ ?                                                                                     | Brandenburger Platz 4 ·                              | Sophie Scharfing wurde 1905 geboren. Sie wurde als polnische Staatsbürgerin am 28. Oktober 1938 ausgewiesen. 1941 wurde sie in das Ghetto Litzmannstadt (Łódź) verschleppt. Ihr Todesdatum ist unbekannt. |
| | HIER WOHNTE BENJAMIN SCHINDLER JG. 1899 AUSGEWIESEN 1938 NACH POLEN THERESIENSTADT TOT MAI 1945                                                                              | Calauer Straße 65                                    | Benjamin Schindler wurde 1899 geboren. Er wurde als polnischer Staatsbürger am 28. Oktober 1938 ausgewiesen. Er kam in das KZ Theresienstadt, wo er im Mai 1945 ums Leben kam. |
| | HIER WOHNTE CÄCILIE SCHINDLER JG. 1930 AUSGEWIESEN 1938 NACH POLEN STUTTHOF ?                                                                                                | Calauer Straße 65                                    | Cäcilie Schindler wurde 1930 geboren. Sie wurde als polnische Staatsbürgerin am 28. Oktober 1938 ausgewiesen. Sie kam in das KZ Stutthof, ihr Todesdatum ist unbekannt. |
| | HIER WOHNTE RACHELA SCHINDLER JG. 1904 AUSGEWIESEN 1938 NACH POLEN STUTTHOF TOT 8.1.1945                                                                                     | Calauer Straße 65                                    | Rachela Schindler geb. Schweid, genannt Rachel, wurde 1904 geboren. Sie wurde als polnische Staatsbürgerin am 28. Oktober 1938 ausgewiesen. Sie kam in das KZ Stutthof, wo sie ums Leben kam. |
| | HIER WOHNTE ADELE SCHLESINGER GEB. BEHRENDT JG. 1892 DEPORTIERT 1942 THERESIENSTADT ERMORDET IN TREBLINKA                                                                    | Bahnhofstraße 51 ·                                   | Adele Schlesinger geb. Behrendt wurde am 29. Oktober 1892 in Scharnau geboren. Sie wurde am 24. August 1942 in das KZ Theresienstadt deportiert und im gleichen Jahr im Vernichtungslager Treblinka ermordet. |
| | HIER WOHNTE GEORG SCHLESINGER JG. 1870 DEPORTIERT 1942 ERMORDET IN TREBLINKA                                                                                                 | Bahnhofstraße 51 ·                                   | Georg Schlesinger wurde am 26. Februar 1870 in Frankfurt (Oder) geboren. Er war der letzte Vorsteher der Jüdischen Gemeinde von Cottbus. Er wurde am 24. August 1942 in das KZ Theresienstadt deportiert und noch im gleichen Jahr im Vernichtungslager Treblinka ermordet. |
| | HIER WOHNTE AUGUSTE STENSCHEWSKI JG. 1915 EINGEWIESEN 1940 LANDESANSTALT SORAU 'VERLEGT' LANDESPFLEGEANSTALT BRANDENBURG ERMORDET 10.12.1940 AKTION T4                       | Schlosskirchplatz 3 ·                                | Auguste Stenschewski wurde 1915 geboren. Sie wurde 1940 in die Landesanstalt Sorau eingewiesen, danach in die Landespflegeanstalt Brandenburg verlegt und am 10. Dezember 1940 in Cholm bei Lubin im Rahmen der Aktion T4 ermordet. |
| | HIER WOHNTE MARTHA STENSCHEWSKI GEB. HILLER JG. 1878 DEPORTIERT 1942 GHETTO WARSCHAU ?                                                                                       | Schlosskirchplatz 3 ·                                | Martha Stenschewski geb. Hiller wurde 1878 geboren. Sie wurde 1942 in das Warschauer Ghetto deportiert, ihr Todesdatum ist unbekannt. |
| | HIER WOHNTE MORITZ STENSCHEWSKI JG. 1883 DEPORTIERT 1942 GHETTO WARSCHAU ?                                                                                                   | Schlosskirchplatz 3 ·                                | Moritz Stenschewski wurde 1883 geboren. Er wurde 1942 in das Warschauer Ghetto deportiert, sein Todesdatum ist unbekannt. |
| | HIER WOHNTE DOROTHEA STOPPELMANN GEB. HAMBURGER JG. 1875 DEPORTIERT 1942 THERESIENSTADT TOT 29.12.1942                                                                       | Lessingstraße 6 ·                                    | Dorothea Stoppelmann geb. Hamburger wurde 1875 geboren. Sie wurde 1942 nach Theresienstadt deportiert, wo sie am 29. Dezember 1942 starb. |
| | HIER WOHNTE GOTTHOLD STOPPELMANN JG. 1873 DEPORTIERT 1942 THERESIENSTADT ERMORDET IN AUSCHWITZ                                                                               | Lessingstraße 6 ·                                    | Gotthold Stoppelmann wurde am 10. März 1873 geboren. Er wurde am 22. September 1942 von Berlin nach Theresienstadt deportiert. Dort starb am 29. Dezember 1942 seine Ehefrau. Er selbst wurde nach Auschwitz deportiert und dort ermordet. |
| | HIER WOHNTE FLORA TISCHLER GEB. FLEISCHMANN JG. 1879 DEPORTIERT 1942 GHETTO WARSCHAU ERMORDET                                                                                | Lausitzer Straße 19                                  | Flora Tischler geb. Fleischmann wurde 1879 geboren. Die Nationalsozialisten deportierten sie im Jahr 1942 ins Ghetto Warschau, wo sie ermordet wurde. |
| | HIER WOHNTE BERTA TEICHLER JG. 1904 POLENAKTION 1938 BENTSCHEN 1939 ŁODZ TOT 9.9.1940                                                                                        | Spremberger Straße 37                                | Berta Teichler wurde 1904 geboren. Sie wurde am 28. Oktober 1938 ausgewiesen und ging über Zpaszyn und Warschau nach Łódź. Sie starb am 9. September 1940. |
| | HIER WOHNTE MARTA TEICHLER JG. 1905 POLENAKTION 1938 BENTSCHEN 1939 ŁODZ ?                                                                                                   | Spremberger Straße 37                                | Marta Teichler wurde 1905 geboren. Sie wurde am 28. Oktober 1938 ausgewiesen und ging über Zpaszyn und Warschau nach Łódź. Sie gilt als verschollen, um 1941/42. |
| | HIER WOHNTE JAKOB TOBIAS JG. 1877 VERHAFTET 1940 SACHSENHAUSEN TOT 2.5.1940                                                                                                  | Hubertstraße 6                                       | Jakob Tobias wurde am 9. Juni 1877 geboren. Er wurde 1940 verhaftet, in das KZ Sachsenhausen überstellt und starb am 2. Mai 1940 in Cottbus. |

## Verlegungen
Typische Verlegesituationen in Cottbus:

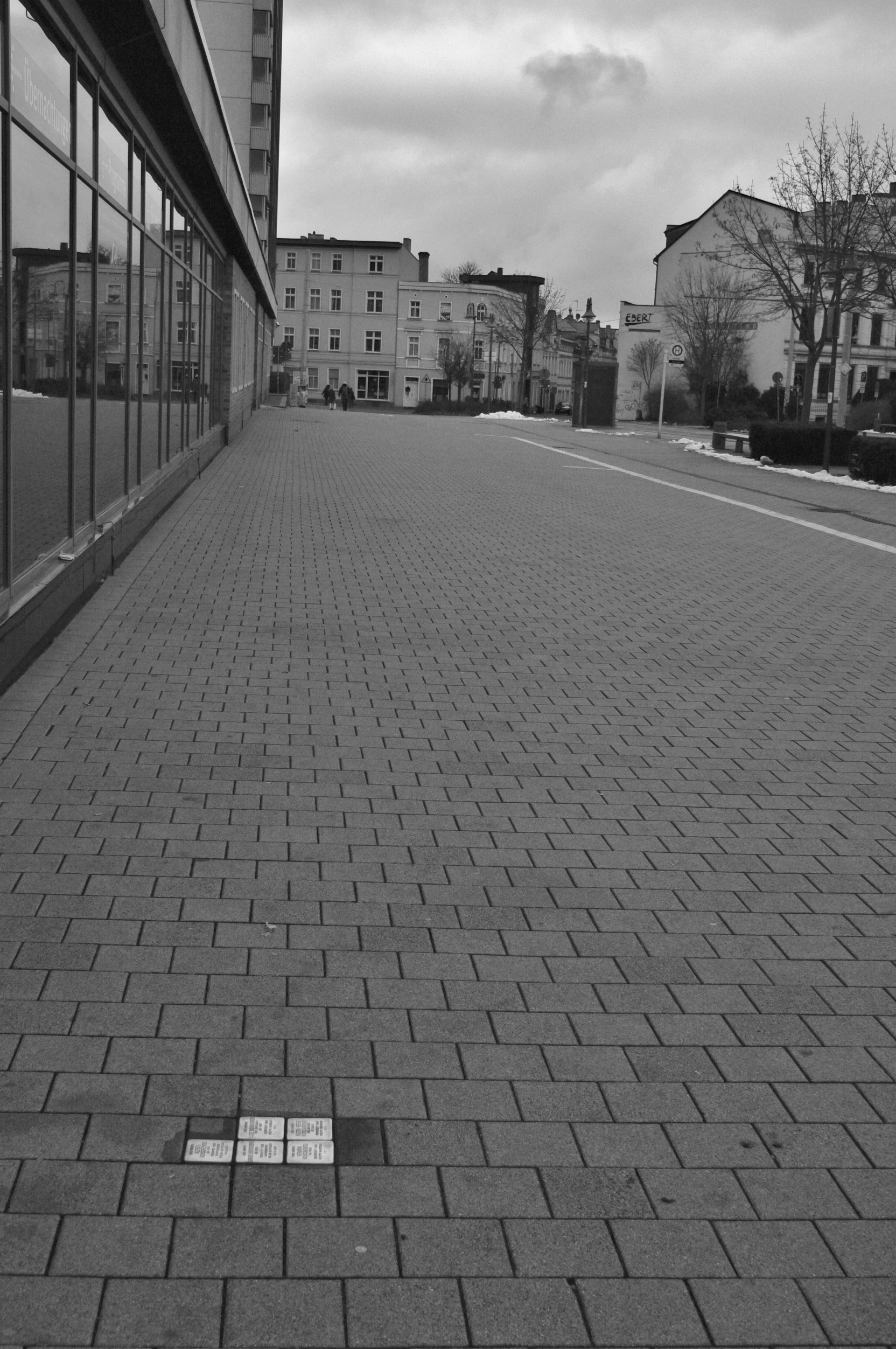
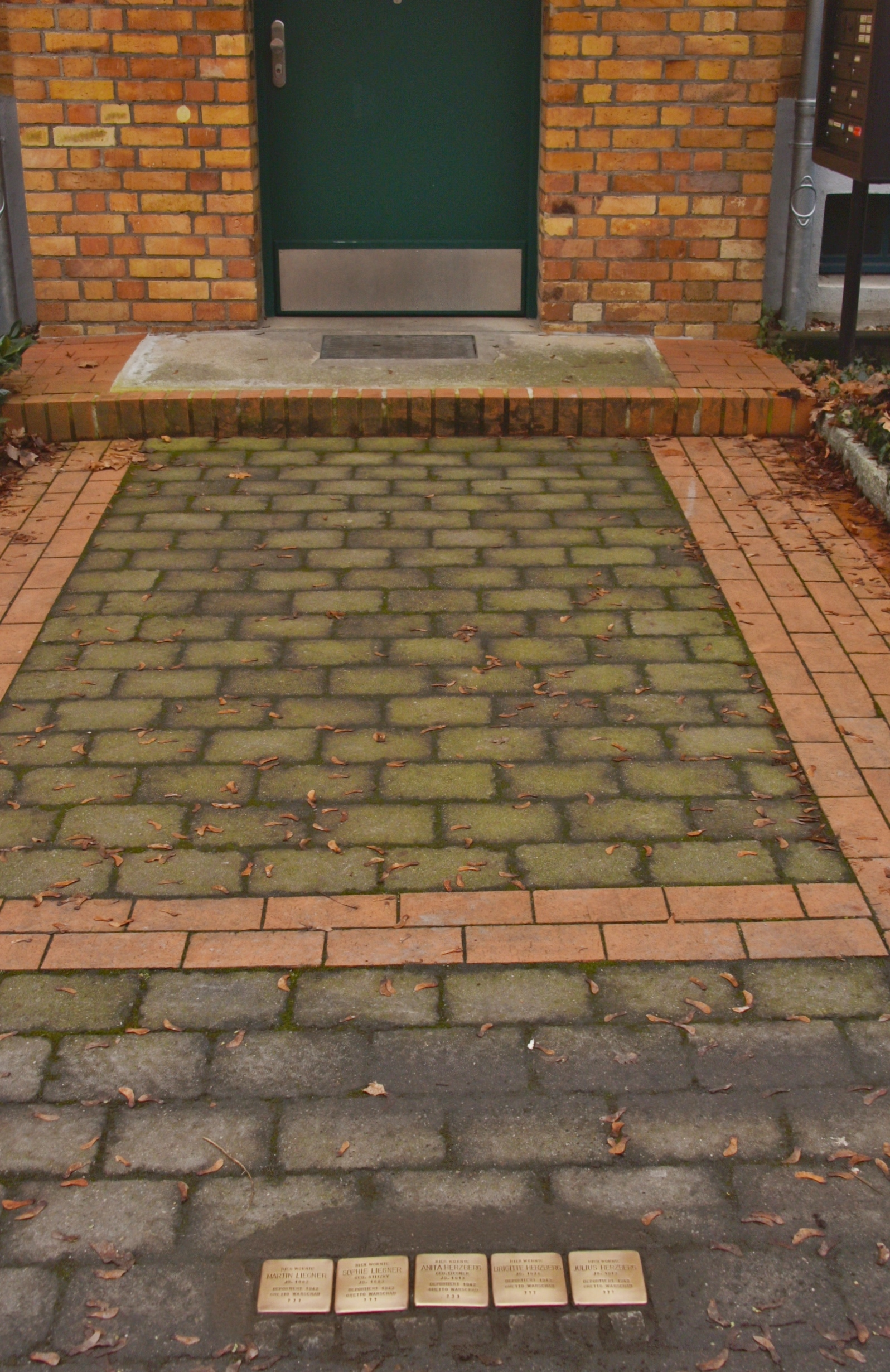
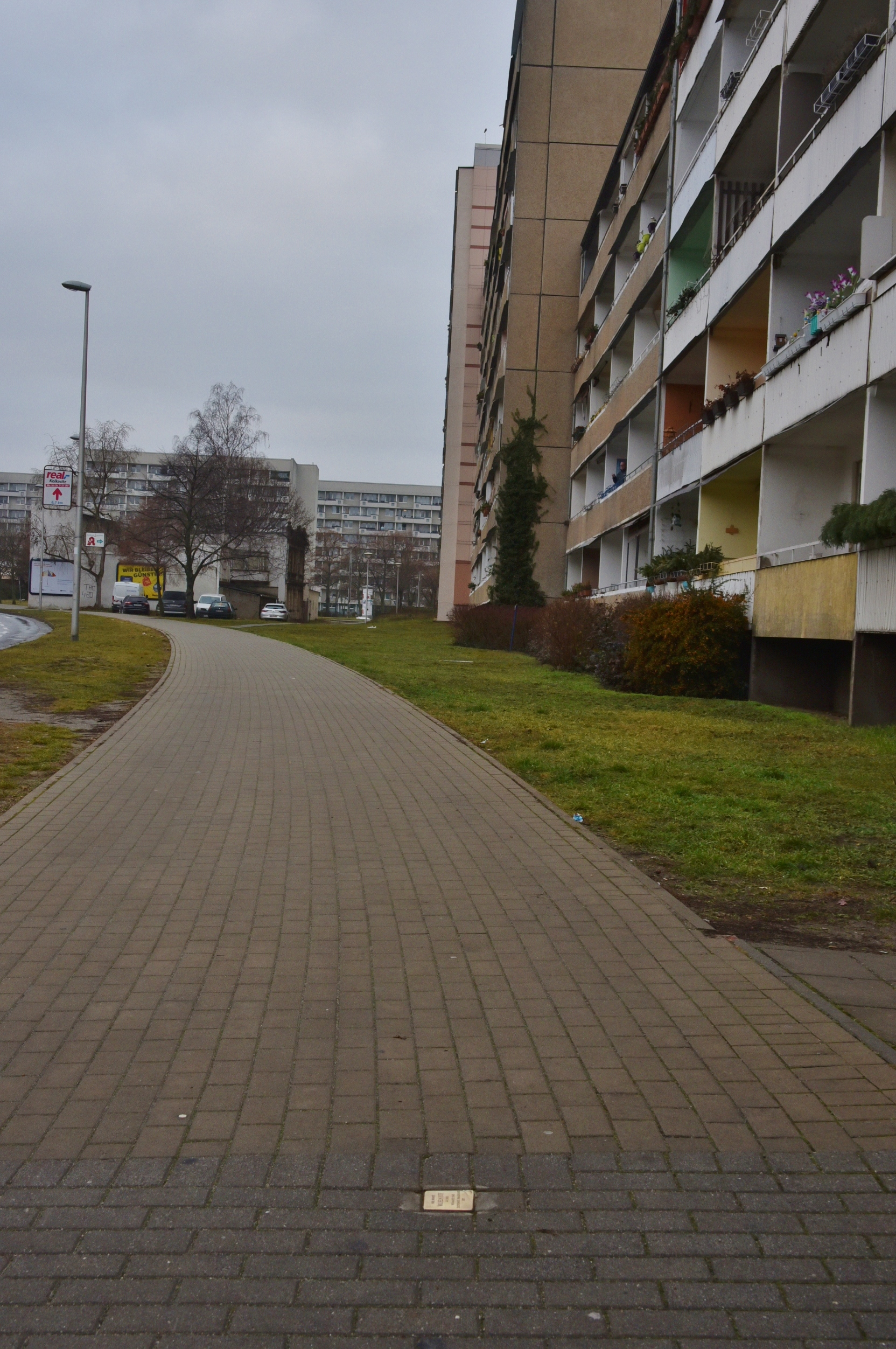
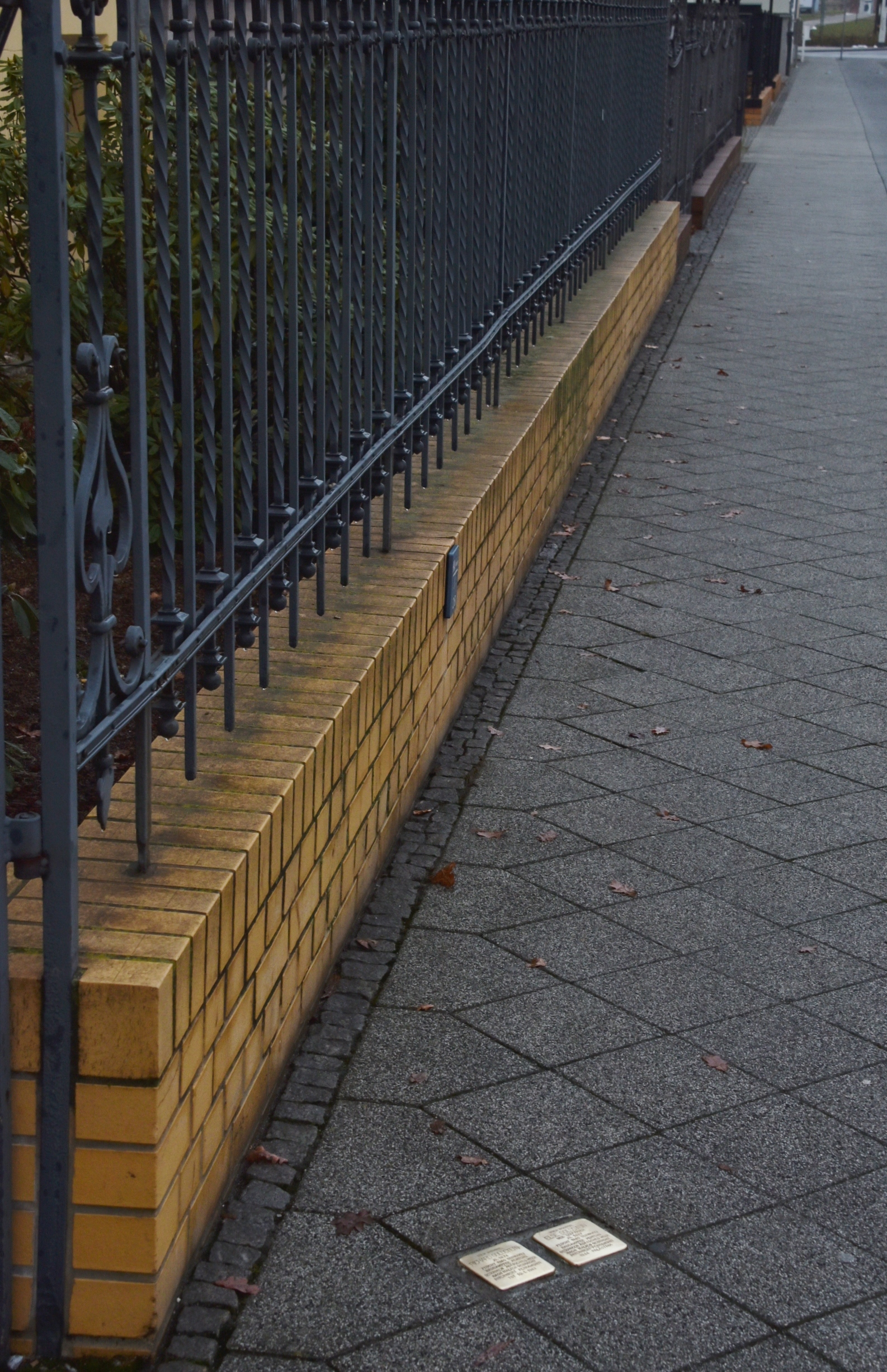
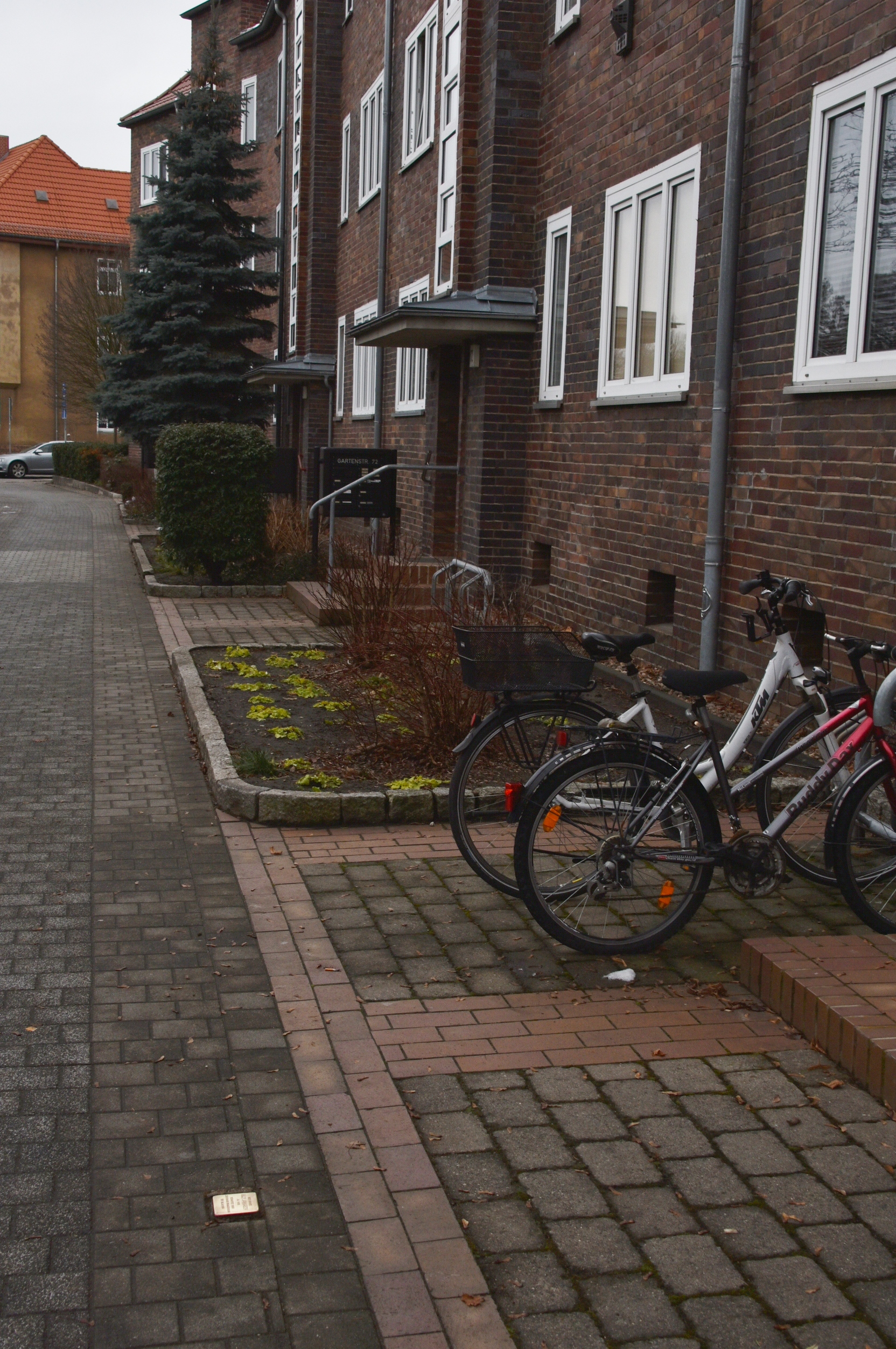

- 28. September 2006: Bahnhofstraße 51 und 62, Lieberoser Straße 5a, Schlosskirchplatz 3 (Bernhard Freykor)
- 11. Juli 2007: Calauer Straße 65, Dissenchener Straße 98, Gartenstraße 73, Karl-Liebknecht-Straße 10, Kochstraße 11 (Familie Herzfeld), Lessingstraße 4 und 6, Mühlenstraße 37, Neustädter Straße 13, Thiemstraße 18, Wilhelmstraße 3
- 23. April 2008: Bahnhofstraße 55, Kochstraße 11 (Martin und Sophie Liegner)
- 10. September 2008: Berliner Platz 6, Karl-Liebknecht-Straße 30, Rudolf-Breitscheid-Straße 5
- 12. November 2010: Freiheitsstraße 1, Karl-Liebknecht-Straße (Einkaufszentrum: Siegfried Bernstein), Sandower Straße 3
- 12. Oktober 2011: Brandenburger Platz 4, Burgstraße 14, Schlosskirchplatz 3 (Familie Stenschewski), Willy-Brandt-Straße 1a
- 26. Oktober 2012: Karlstraße 87, Sandower Straße 2, Spremberger Straße 37
- 3. Dezember 2013: Hubertstraße 6, Karl-Liebknecht-Straße 122, Karl-Liebknecht-Straße (Einkaufszentrum: Ehepaar Fuchs), Lessingstraße 1, Sandower Straße 13
- 18. März 2017: Neustädter Straße 2
- 11. Mai 2019: Bahnhofstraße 75, Bautzener Straße 100, Lausitzer Straße 19[11]
- 4. Oktober 2023: Altmarkt 13a, Altmarkt 29, Gulbener Straße 17, Sandower Hauptstraße 26[12]